# جورج إيسر
جورج إيسر (George Eyser) هو لاعب أولمبي لرياضة الجمباز من ألمانيا و الولايات المتحدة. شارك في الأولمبياد الصيفي في 1904، وفاز بما مجموعه 6 ميداليات.

## الميداليات
| ذهب | فضة | برونز | المجموع |
| 3   | 2   | 1     | 6       |

## روابط خارجية
- جورج إيسر على موقع اللجنة الأولمبية الدولية (الإنجليزية)
- جورج إيسر على موقع أوليمبيديا (الإنجليزية)